# MSI2
MSI2 (англ. Musashi RNA binding protein 2) – білок, який кодується однойменним геном, розташованим у людей на короткому плечі 17-ї хромосоми. Довжина поліпептидного ланцюга білка становить 328 амінокислот, а молекулярна маса — 35 197.
| 10         |  | 20         |  | 30         |  | 40         |  | 50         |
| ---------- |  | ---------- |  | ---------- |  | ---------- |  | ---------- |
| MEANGSQGTS |  | GSANDSQHDP |  | GKMFIGGLSW |  | QTSPDSLRDY |  | FSKFGEIREC |
| MVMRDPTTKR |  | SRGFGFVTFA |  | DPASVDKVLG |  | QPHHELDSKT |  | IDPKVAFPRR |
| AQPKMVTRTK |  | KIFVGGLSAN |  | TVVEDVKQYF |  | EQFGKVEDAM |  | LMFDKTTNRH |
| RGFGFVTFEN |  | EDVVEKVCEI |  | HFHEINNKMV |  | ECKKAQPKEV |  | MFPPGTRGRA |
| RGLPYTMDAF |  | MLGMGMLGYP |  | NFVATYGRGY |  | PGFAPSYGYQ |  | FPGFPAAAYG |
| PVAAAAVAAA |  | RGSGSNPARP |  | GGFPGANSPG |  | PVADLYGPAS |  | QDSGVGNYIS |
| AASPQPGSGF |  | GHGIAGPLIA |  | TAFTNGYH   |  |            |  |            |

A: Аланін

C: Цистеїн

D: Аспарагінова кислота

E: Глутамінова кислота

F: Фенілаланін

G: Гліцин

H: Гістидин

I: Ізолейцин

K: Лізин

L: Лейцин

M: Метіонін

N: Аспарагін

P: Пролін

Q: Глутамін

R: Аргінін

S: Серин

T: Треонін

V: Валін

W: Триптофан

Кодований геном білок за функцією належить до фосфопротеїнів. 
Задіяний у таких біологічних процесах, як ацетилювання, альтернативний сплайсинг. 
Білок має сайт для зв'язування з РНК. 
Локалізований у цитоплазмі.